# Rhaphidophora balgooyi
Rhaphidophora balgooyi — вид квіткових рослин із родини Araceae, роду Rhaphidophora. Ця ліана, рідним ареалом цього виду є Молуккські острови.